# Jacob Ruiter
 (septembre 2023).
Si vous disposez d'ouvrages ou d'articles de référence ou si vous connaissez des sites web de qualité traitant du thème abordé ici, merci de compléter l'article en donnant les références utiles à sa vérifiabilité et en les liant à la section « Notes et références ».
Pour les articles homonymes, voir Ruiter.
Jacob Ruiter est né en 1772, près de Pittstown dans l'État de New York. Durant la révolution américaine, sa famille dut fuir au Canada en raison de ses sympathies loyalistes. Installés d'abord au Manoir Caldwell (Clarenceville), ils s'établirent dans les environs de Philipsburg, près de la baie Missisquoi.
Vers 1794, le père de Jacob devint agent de terres et il donna à son fils des terres dans le canton de Dunham sur le site de la future ville de Cowansville.
À l'été 1798, il partit s'y installer seul afin de localiser ses terres et s'y construisit un abri temporaire, mais à l'hiver il revint auprès de sa famille.
Au printemps 1799, il y retourna avec sa femme, sa fille et un nouveau-né. Il y construisit une cabane de bois rond sur la rive sud de la rivière Yamaska et entreprit le défrichement de sa terre.
L'année suivante, il construisit un moulin à farine et à scie, près de sa cabane. Connu sous le nom de «Ruiter's Mill», le moulin sera utilisé durant plusieurs années par les gens des environs. En 1805, il nomma l'endroit Nelsonville en l'honneur de l'amiral britannique Horatio Nelson tué lors de la bataille navale de Trafalgar.
Jacob Ruiter avait épousé Eunice Freeman et ils eurent 12 enfants. Leur fils, Philip, né le 29 mars 1804, serait le premier enfant blanc à être né à Cowansville. Jacob Ruiter est décédé en 1840.